# ジョセフ・ジェルゴンヌ
ジョセフ・ジェルゴンヌ（Joseph Diez Gergonne、1771年6月19日 - 1859年5月4日）はフランスの数学者、論理学者。

## 生涯
フランス革命を阻止するための外国軍の派遣とルイ16世の復位を恐れた、フランス政府軍のCapitaineとして1971年にフランス陸軍に参加し、 1792年のヴァルミーの戦いで活躍した。ジェルゴンヌは一度民間に戻ったものの、すぐに軍隊に呼び戻され、1794年のスペイン内でのフランス革命の一部に参加した。
1795年、ジェルゴンヌの連隊はニームに辿り着いた。ジェルゴンヌは、ニームのエコール・サントラルで超越数に関する分野の学科長を受け持ったことで、民間人に戻ることを決心した。ガスパール・モンジュの影響を大いに受けながら、パリのエコール・ポリテクニークの校長となった。
1810年、数学の雑誌である Annales de Mathématiques Pures et Appliquées を創設した。主な分野は幾何学で、22年の間ジェルゴンヌ自身も約200の記事を投稿した。他にポンスレ、セルヴォワ、ボビリエ、シュタイナー、シャール、ブリアンション、デュパン、パガーニ、アンペール、タルボット、ラメ、ガロアなどの寄稿がある。
1816年、ジェルゴンヌはモンペリエ大学の天文学の学科長に就任した。さらに、1830年にはモンペリエ大学の学長に就任し、同時に自身のジャーナルの出版を停止した。1844年に引退した。
1859年に死没し、モンペリエのサン＝ラザール墓地に埋葬された。

## 功績
ジェルゴンヌは polar という言葉を最初に用いた。1810年からの一連の論文で、彼は射影幾何学の重要な概念である双対原理の発展に貢献した。また、解析幾何学の手法を早年から用いており、1814年にはアポロニウスの問題の華麗な証明を与えた。
1813年、 ボルドー大学の受賞論文 Methods of synthesis and analysis in mathematics を書いたが、これは現在も未発表で要約のみ残されている。この小論文はジェルゴンヌの哲学に対する考えを明らかにするものであった。彼は analysis や synthesis という言葉は明白な意味に欠けると考え、これらの言葉の放棄を求めた。幾何学者としては、代数学が実数を研究する初等的な代数学を意味していた時代に、代数学は幾何学より重要であると提言した。 また、準機械的な方法が新しい発見に用いられるようになると予言した。
1815年、多項式回帰の実験の最適な方法 (en:Optimal experimental design) に関する最初の論文を執筆した。スティグラーは、ジェルゴンヌは応答面法 とOptimal experimental design の先駆者であると述べている。
1818年、定義の理論に関する小論文 Essai sur la théorie des définitions を Annales de Mathématiques Pures et Appliquées にて発表する。この小論文は implicit definition の概念を認識し、命名した初めての論文だと言われている。

## 引用
- "It is not possible to feel satisfied at having said the last word about some theory as long as it cannot be explained in a few words to any passer-by encountered in the street."[3]